# Porta Viminal
No centro do trecho mais exposto da Muralha Serviana, na planície entre a Porta Colina e o monte Esquilino, se abria a hoje destruída Porta Viminal (em italiano:  Porta Viminale), que, juntamente com a já citada Porta Colina, a Porta Querquetulana e Porta Esquilina, é um dos mais antigos portões conhecidos em todas as muralhas defensivas da Roma Antiga.
A sua construção remonta a um período muito antigo, cerca de dois séculos antes da construção da muralha republicana em 378 a.C. Aparentemente, os quatro portões originais são da época em que a cidade era governada pelo rei Sérvio Túlio, que incluía, além do território da cidade, outras das sete colinas, como o Quirinal, o Viminal, o Esquilino e o Célio (chamado de "Querquetulano" na época, pois era coberto de florestas de carvalho). Nesta época, elas faziam parte do primeiro baluarte defensivo da cidade, um muro construído num trecho de 1 300 metros que ligava a Porta Colina à Porta Esquilina, ligadas para defender melhor a parte mais vulnerável da cidade. Um outro indício da antiguidade destes portões deriva, segundo os estudiosos, de seus nomes, que são referências diretas aos locais que eles davam acesso e não adjetivos referentes à monumentos nas proximidades, o que só passou a ocorrer depois que estas áreas foram englobadas no perímetro urbano da cidade.

## Muralha Serviana na Estação Termini
A Porta Viminal se abria aproximadamente no centro do longo trecho da muralha que fica no centro da Piazza dei Cinquecento (o trecho mais impressionante ainda é visível), do lado direito de quem deixa a Estação Termini. O jardim que circunda a muralha cobre o antigo áger ("aterro") — o leve declive do lado da praça é uma pálida recordação disto — cujo muro de sustentação ainda é visível no subterrâneo do edifício da estação, em frente ao restaurante McDonald's.
Ainda é tema de debate entre os estudiosos qual rua ou ruas para a qual a Porta Viminal dava acesso: há hipóteses sobre a Via Colatina ou a Via Tiburtina ou ainda que ela não se abria para nenhuma via importante. Certamente, a destruição do local, já no período imperial, para a construção das Termas de Diocleciano, depois pelo papa Sisto V para a mudança urbanística no local e, mais recentemente, para a construção da Estação Termini, iniciada depois de 1856, obliteraram não apenas traços não apenas do muro, mas também dos portões (é possível que a Porta Colatina estivesse perto da via del Castro Pretorio ou na área da moderna estação ferroviária) e das vias que se partiam da região. Porém, as obras da Estação Termini tiveram pelo menos o mérito de revelarem os restos das muralhas que, até 1892, estavam enterradas numa pilha de detritos conhecida como "Monte da Justiça" (em italiano:  Monte della Giustizia"), o entulho resultante das obras nas Termas de Diocleciano.